# Salm-Reifferscheid-Krautheim
Salm-Reifferscheid-Krautheim was een graafschap, later vorstendom binnen het Heilige Roomse Rijk dat bestond van 1803 tot 1806.
Door de inlijving van de linker Rijnoever door Frankrijk in 1797 gingen de bezittingen van de graven van Salm-Reifferscheid verloren. De meeste van die bezittingen waren geen rijksstand en zijn dus te beschouwen als particulier bezit. Alleen de rijksheerlijkheid Dyck was rijksvrij en vertegenwoordigd in de Rijksdag.

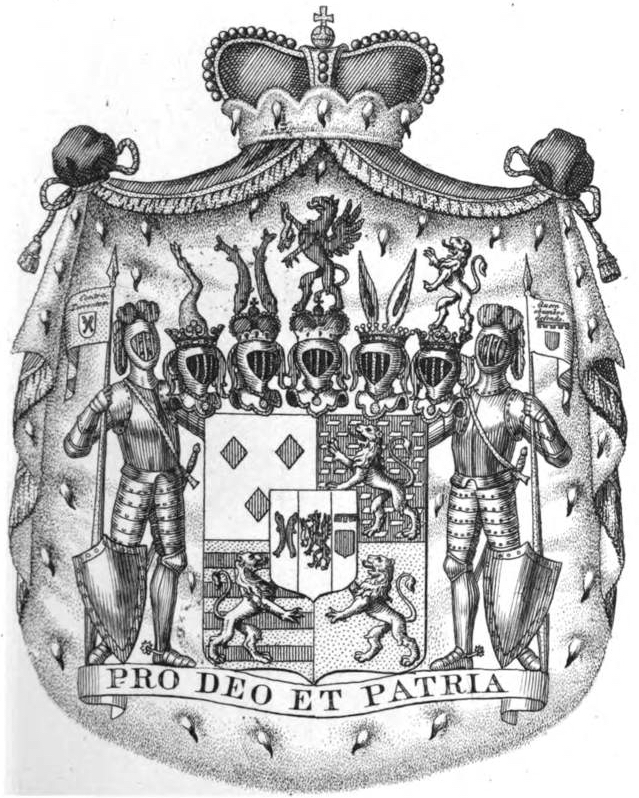
wapen van Salm-Reifferscheid-Krautheim

In de Reichsdeputationshauptschluss van 25 februari 1803 werd het volgende geregeld:
- in paragraaf 3 krijgt het huis Salm-Reifferscheid-Bedburg het ambt Krautheim van het voormalige keurvorstendom Mainz met het gerecht van de abdij Schönthal plus een jaarlijkse rente van 32.000 gulden uit Amorbach.
- in paragraaf 3 kreeg de vorst van Salm-Reifferscheid voor het verlies van zijn graafschap Neder-Salm een jaarlijkse rente van 12.000 gulden uit Schönthal.
- in paragraaf 3 kreeg de graaf van Reifferscheid-Dyck een jaarlijkse rente van 28.000 gulden uit de bezittingen van het kapittel te Frankfurt.
- in paragraaf 6 kreeg de vorst van Salm-Reifferscheid voor het verlies van zijn graafschap Neder-Salm een jaarlijkse rente van 12.000 gulden te betalen door de keurvorst van Württemberg.

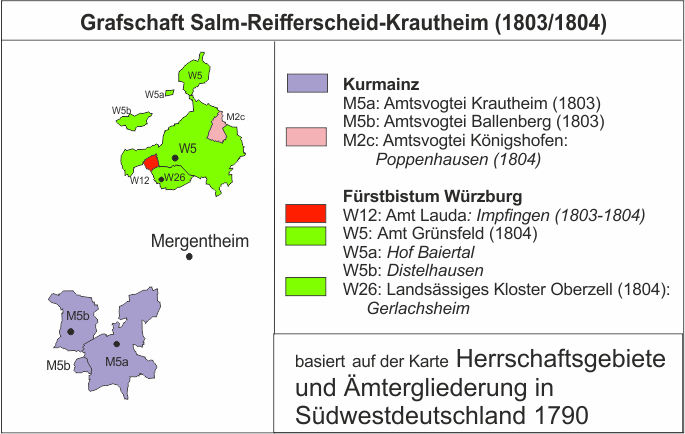
kaart van het graafschap Salm-Reifferscheid-Krautheim

Nog in 1803 werd een verdrag gesloten met het vorstendom Leiningen, waarbij Leiningen het voormalige prioraat Gerlachsheim en het vroeger bij het prinsbisdom Würzburg behorende ambt Grünsfeld afstaat.
Franz Wilhelm II van Salm-Reifferscheid-Bedbur werd hierdoor de eerste altgraaf van Salm-Reifferscheid-Krautheim. 
Op 7 januari 1804 werden de heerlijkheden Krautheim en Gerlachsheim tot rijksvorstendom verheven. In hetzelfde jaar wordt 
het dorp Distelhausen uit het ambt Grünsfeld afgestaan aan het vorstendom Leiningen in ruil voor het dorp Pappenhausen met Schönfeld.
Artikel 24 van de Rijnbondakte van 12 juli 1806 stelde de bezittingen van de vorst van Salm-Reifferscheid-Krautheim op de linker oever van de Jagst onder de soevereiniteit van het koninkrijk Württemberg en die ten noorden van de Jagst onder de soevereiniteit van het groothertogdom Baden: de mediatisering.